# Freikorps Ebbinghaus
Freikorps Ebbinghaus, zwany także batalionem Ebbinghaus lub Sonderformation Ebbinghaus – niemiecka jednostka dywersyjna biorąca udział w walkach na Górnym Śląsku w pierwszych dniach Wojny Obronnej Polski 1939. Protoplasta niemieckich jednostek specjalnych. Jednostka wzorowała się na freikorpsach – pruskich jednostkach samoobrony z czasów wojen napoleońskich. Jej nazwa pochodzi od nazwiska dowódcy hauptmanna Ernsta Ebbinghausa. Odkrycie kim był E. Ebbinghaus jest efektem badań dra Grzegorza Bębnika.

## Status prawny
Międzynarodowa Konwencja Haska z 18 października 1907  w Dziale I „O wojujących” w rozdziale I zdefiniowała wojującego. Określono tam, że prawa i obowiązki wojenne stosują się nie tylko do armii, lecz również do pospolitego ruszenia i oddziałów ochotniczych, o ile odpowiadają one wymienionym dalej warunkom. Większość z tych warunków członkowie Freikorpsu spełniali. Zasadniczy problem był taki, że sporo członków Freikorpsu posiadało obywatelstwo państwa polskiego i występowali zbrojnie przeciwko własnemu państwu, w szeregach obcej siły atakującej Polskę. Z tego względu nie przysługiwało im miano strony wojującej, ale podlegali regulacjom polskiego prawa o szpiegostwie i bandytyzmie. 

## Działalność podczas walk na Górnym Śląsku
Jednostka działająca pod auspicjami Abwehry rekrutowała się spośród mieszkańców polsko-niemieckiego pogranicza, głównie Niemców, którzy tuż przed wybuchem wojny uciekli z Polski. W ostatnich dniach sierpnia 1939 r. wcielono w jej szeregi zatrzymanych mieszkańców polskiej części Górnego Śląska, którzy pracowali w kopalniach czy hutach po stronie niemieckiej. Członkowie nie mieli prawie żadnego przeszkolenia wojskowego, ich atutem była jednak znajomość języka polskiego i okolicy, w której mieli działać. Dużą rolę miało też ich antypolskie nastawienie, podsycane przez propagandę III Rzeszy.
W ramach operacji Tannenberg członkowie Freikorpsu i innych jednostek dywersyjnych wraz z "pospolitym ruszeniem" – grupami żądnych walki mieszkańców okolicy, przekroczyli granicę polsko-niemiecką 1 września 1939 r. o godz. 3 nad ranem, ponad półtorej godziny przed rozpoczęciem działań bojowych przez regularne jednostki Wehrmachtu. Ubrani byli po cywilnemu, nosili jedynie specjalne odróżniające opaski. Ich zadaniem było atakowanie posterunków straży granicznej i jednostek wojskowych, przejmowanie kontroli nad małymi miejscowościami i zakładami przemysłowymi w okręgu przemysłowym.
Zadań tych nie zrealizowano, a jednostki poniosły ciężkie straty. Najbardziej spektakularną klęską Freikorpsu była próba przejęcia kopalni Michał w Michałkowicach. 2 września 1939 r. grupa ok. 200 Niemców pod dowództwem obersturmbannführera SA Wilhelma Pisarskiego starło się z członkami polskiej samoobrony, rekrutującymi się z dawnych powstańców śląskich. Atak odparto, a kilkudziesięciu napastników razem z Pisarskim zginęło. Podobną klęską zakończyła się próba zajęcia Chorzowa.
Źródła niemieckie podają, że chrzest bojowy jednostki miał miejsce w Katowicach, gdzie dokonano sabotażu torów kolejowych w rejonie (obecnie) dawnego dworca głównego. Źródła polskie o takim wydarzeniu nie wspominają.
3 i 4 września członkowie Freikorpsu wspomagali regularne jednostki Wehrmachtu i Grenzschutzu w zajmowaniu górnośląskich miast. Freikorps uczestniczył także w walkach pod wieżą spadochronową w Katowicach.
Po zajęciu Górnego Śląska członków Freikorpsu przeznaczono do prac pomocniczych, pilnowali m.in. mostów przed atakiem ze strony polskich dywersantów. Pod koniec września 1939 jednostkę rozwiązano, a większość członków wcielono do regularnych jednostek armii.
Na bazie Freikorpsu Ebbinghaus powstali "Brandenburger" (pol. Brandenburczycy) – słynna niemiecka jednostka dywersyjna, która działała do samego końca wojny.

## Zbrodnie wojenne
Członkowie Freikorps Ebbinghaus są odpowiedzialni za egzekucje kilkuset Polaków, które miały miejsce w miastach wschodniego Górnego Śląska, po zajęciu ich przez Niemców.
- 3 września 1939 r.
  - we wsi Studzienice, gmina Bojszowy, Freikorps rozstrzelał Józefa Pyrtka (lat 17)
  - we wsi Wisła Wielka, gmina Pszczyna, Frikorps rozstrzelał Karola Mrzyka (lat 29), Józefa Silbersteina (lat 53), Kurta Silbersteina (lat 20), Rutę Silberstein (lat 20)
- 2-5 września 1939 r.
  - we wsi Mokre, gmina Mikołów, Freikorps zamordował 10 osób, przy ul. Rybnickiej i Leśnej zabito 3 wracających z pracy młodocianych Polaków: Pawła Czempa (lat 18), Ludwika Szczyrba (lat 18), Henryka Widerę (lat 16)
- 3 lub 4 września 1939 r.
  - we wsi Jankowice koło Pszczyny członkowie Freikorpsu rozstrzelali 13 osób.
- 4 września 1939 r.
  - we wsi Orzesze, Freikorps zamordował 29 Polaków (pochowani zostali na miejscowym cmentarzu), Pod koniec września Freikorps zamordował jeszcze 3 Polaków (pochowani w Woszczycach)
  - w Siewierzu, zamordowano 10 Polaków.
  - w Katowicach rozstrzelano kilkuset harcerzy, byłych powstańców śląskich i innych osób cywilnych, które stawiały opór wkraczającym jednostkom Wehrmachtu (część pochowano na cmentarzu w Panewnikach i lasach panewnickich)
- 8 września 1939 r.
  - w Siemianowicach Śląskich, Freikorps rozstrzelał 6 Polaków: Gerarda Drzymałę, Wilhelma Jendrusia, Franciszka Niedworka, Maksymiliana Rolnika, Jana Rudzińskiego, Teodora Szewczyka.
- 14 września 1939 r.
  - w Pszczynie zamordowano 14 Polaków (pochowani w lasku pszczyńskim);
  - 17 września 1939 r.
  - w części Mikołowa,  na Groniach, Freikorps rozstrzelał 12 Polaków: Antoni Pękala, Augustyn Frydecki, Izydor Handel, Jan Jarek, Wincenty Jendrysik, Stanisław Kopel, Józef Miedza, Andrzej Olszyczka, Alojzy Prasot, Alojzy Sitko, Bernard Wikarek, Franciszek Żurek.
- 1 października 1939 r.
  - W Nowym Bytomiu, Freikorps zastrzelił 18 Polaków (m.in. Hermana Kubicę, Jadwigę Markową, Wilhelma Prokszę, Karola Tlaszczyka).